# اندره دومینگو
اندره دومینگو (پرتغالی: André Domingos da Silva؛ زادهٔ ۲۶ نوامبر ۱۹۷۲) دونده اهل برزیل است.